# ADO Den Haag in het seizoen 2021/22 (vrouwen)
Het seizoen 2021/2022 was het 15e jaar in het bestaan van de Haagse vrouwenvoetbalclub ADO Den Haag. De club kwam uit in de Eredivisie en eindigde op de vierde plaats. In het toernooi om de KNVB beker reikte de ploeg tot de halve finale. Hierin was PSV, na verlenging, te sterk met 2–1. De club plaatste zich voor de Eredivisie Cup door de derde periodetitel te pakken. In de halve finale werd over twee wedstrijden met 8–1 verloren van FC Twente.

## Selectie 2021/22
| Nr.           | Naam                      | Nat.      | Leeftijd |         |
| Keepers       | Keepers                   | Keepers   | Keepers  | Keepers |
| ------------- | ------------------------- | --------- | -------- | ------- |
| 1             | Barbara Lorsheijd         | Nederland | 31       |         |
| 22            | Maaike van Klink          | Nederland | 21       |         |
| 43            | Isa Grimmius              | Nederland | 18       |         |
| Verdedigers   |                           |           |          |         |
| 2             | Bo Vonk                   | Nederland | 22       |         |
| 3             | Gwyneth Hendriks          | Nederland | 21       |         |
| 4             | Amber Verspaget           | Nederland | 24       |         |
| 5             | Kayra Nelemans            | Nederland | 19       |         |
| 13            | Wiëlle Douma              | Nederland | 22       |         |
| 22            | Louise van Oosten         | Nederland | 17       |         |
| 27            | Cato Pijnacker Hordijk    | Nederland | 19       |         |
| 28            | Jill van den Ende         | Nederland | 18       |         |
| 46            | June Burgers              | Nederland | 17       |         |
| Middenvelders |                           |           |          |         |
| 6             | Pleun Raaijmakers         | Nederland | 25       |         |
| 10            | Kirsten van de Westeringh | Nederland | 21       |         |
| 12            | Manon van Raay            | Nederland | 18       |         |
| 18            | Ilham Abali               | Nederland | 20       |         |
| 19            | Nikki IJzerman            | Nederland | 21       |         |
| 20            | Romy Speelman             | Nederland | 21       |         |
| 25            | Akke van den Born         | Nederland | 20       |         |
| 26            | Liz Rijsbergen            | Nederland | 20       |         |
| 41            | Laura Dankelman           | Nederland | 18       |         |
| Aanvallers    |                           |           |          |         |
| 7             | Maartje Looijen           | Nederland | 23       |         |
| 8             | Shanique Dessing          | Nederland | 21       |         |
| 9             | Jaimy Ravensbergen        | Nederland | 21       |         |
| 11            | Jannette van Belen        | Nederland | 24       |         |
| 21            | Anne Sellies              | Nederland | 21       |         |
| 23            | Jolina Amani              | Nederland | 22       |         |
| 28            | Gina Viehoff              | Nederland | 17       |         |
| 42            | Wendy Balfoort            | Nederland | 20       |         |

### Technische staf
| Functie                           | Naam               |
| --------------------------------- | ------------------ |
| Hoofdtrainer                      | Sjaak Polak        |
| Assistent-trainer                 | Alex van der Harst |
| Keeperstrainer                    | Pasquinel te Pas   |
| Krachttrainer                     | Frank van der Meer |
| Video-analist                     | Nick Poot          |
| Teammanager                       | Ellen van den Berg |
| Teammanager                       | Annie Hoek         |
| Fysiotherapeut                    | Maaike Kemps       |
| Fysiotherapeut                    | Chantal Frik       |
| Clubarts                          | Hans van Pelt      |
| Materiaalman                      | Dave de Wit        |
| Trainer Jong ADO Den Haag Vrouwen | Stephan Vos        |

## Uitslagen

### Eredivisie
|                       | Ajax      | VV Alkmaar | Excelsior | Feyenoord | sc Heerenveen | PEC Zwolle | PSV       | FC Twente |
| --------------------- | --------- | ---------- | --------- | --------- | ------------- | ---------- | --------- | --------- |
| Thuis                 | 0 – 0     | 3 – 1      | 4 – 2     | 1 – 1     | 1 – 0         | 0 – 2      | 1 – 0     | 4 – 4     |
| Uit                   | 2 – 1     | 1 – 0      | 0 – 5     | 1 – 1     | 1 – 0         | 3 – 0      | 2 – 1     | 4 – 4     |
| Derde competitieronde | 1 – 1 (T) | 5 – 1 (T)  | 3 – 4 (U) | 0 – 5 (U) | 0 – 4 (U)     | 2 – 0 (T)  | 0 – 1 (U) | 1 – 3 (T) |

### KNVB beker
| Achtste finale                                                                    | SV Saestum                           | 0 – 2 (0 – 2)             | ADO Den Haag                                                |
| 29 januari 2022 Aanvangstijd: 13.00 uur Plaats: Zeist Sportpark Noordweg          |                                      |                           | 14' Liz Rijsbergen 38' Jaimy Ravensbergen                   |
| Kwartfinale                                                                       | PEC Zwolle                           | 1 – 3 (1 – 1)             | ADO Den Haag                                                |
| 25 februari 2022 Aanvangstijd: 19.30 uur Plaats: Zwolle Sportpark Be Quick '28    | Jeva Walk 17'                        |                           | 28' Maartje Looijen 72' Liz Rijsbergen 74' Gwyneth Hendriks |
| Halve finale                                                                      | PSV                                  | 2 – 1 (1 – 0, 1 – 1) n.v. | ADO Den Haag                                                |
| 20 maart 2022 Aanvangstijd: 12.15 uur Plaats: Heerenveen Sportcomplex Nieuwehorne | Melanie Bross 23' Julie Biesmans 97' |                           | 49' Gwyneth Hendriks                                        |

### Eredivisie Cup
| Halve finale                                                            | ADO Den Haag                                      | 1 – 6 (1 – 1) | FC Twente                                                             |
| 26 mei 2022 Aanvangstijd: 14.30 uur Plaats: Den Haag Cars Jeans Stadion | Wiëlle Douma 10'                                  |               | 35', 63' Fenna Kalma 51', 76' Anna-Lena Stolze 69', 72' Renate Jansen |
| Halve finale                                                            | FC Twente                                         | 2 – 0 (1 – 0) | ADO Den Haag                                                          |
| 29 mei 2022 Aanvangstijd: 14.30 uur Plaats: Enschede Het Diekman        | Fenna Kalma 28' Nurija van Schoonhoven 63' (pen.) |               |                                                                       |

## Statistieken ADO Den Haag 2021/2022

### Eindstand ADO Den Haag in de Nederlandse Eredivisie Vrouwen 2021 / 2022
| Stand | Gespeeld | Gewonnen | Gelijk | Verloren | Punten | Doelpunten voor | Doelpunten tegen | Gele kaarten | Rode kaarten |
| ----- | -------- | -------- | ------ | -------- | ------ | --------------- | ---------------- | ------------ | ------------ |
| 4e    | 24       | 11       | 6      | 7        | 39     | 49              | 32               | 21           | 0            |

### Topscorers
| #      | Naam                      | Goal |
| ------ | ------------------------- | ---- |
| 1.     | Jaimy Ravensbergen        | 11   |
| 2.     | Liz Rijsbergen            | 8    |
| 3.     | Jolina Amani              | 6    |
| 3.     | Jannette van Belen        | 6    |
| 5.     | Kirsten van de Westeringh | 4    |
| 6.     | Nikki IJzerman            | 3    |
| 7.     | Romy Speelman             | 2    |
| 7.     | Amber Verspaget           | 2    |
| 9.     | Wiëlle Douma              | 1    |
| 9.     | Gwyneth Hendriks          | 1    |
| 9.     | Maartje Looijen           | 1    |
| 9.     | Kayra Nelemans            | 1    |
| 9.     | Pleun Raaijmakers         | 1    |
| 9.     | Anne Sellies              | 1    |
| Totaal | Totaal                    | 49   |

| #      | Naam               | Goal |
| ------ | ------------------ | ---- |
| 1.     | Gwyneth Hendriks   | 2    |
| 1.     | Liz Rijsbergen     | 2    |
| 3.     | Maartje Looijen    | 1    |
| 3.     | Jaimy Ravensbergen | 1    |
| Totaal | Totaal             | 6    |

| #      | Naam         | Goal |
| ------ | ------------ | ---- |
| 1.     | Wiëlle Douma | 1    |
| Totaal | Totaal       | 1    |

### Kaarten
| #      | Naam               | Kreeg geel |
| ------ | ------------------ | ---------- |
| 1.     | Amber Verspaget    | 4          |
| 2.     | Liz Rijsbergen     | 3          |
| 3.     | Jannette van Belen | 2          |
| 3.     | Gwyneth Hendriks   | 2          |
| 3.     | Kayra Nelemans     | 2          |
| 3.     | Pleun Raaijmakers  | 2          |
| 3.     | Jaimy Ravensbergen | 2          |
| 8.     | Wiëlle Douma       | 1          |
| 8.     | Louise van Oosten  | 1          |
| 8.     | Anne Sellies       | 1          |
| 8.     | Nikki IJzerman     | 1          |
| Totaal | Totaal             | 21         |

| #      | Naam           | Kreeg voor de tweede keer geel en dus rood |
| ------ | -------------- | ------------------------------------------ |
| –      | Geen speelster | 0                                          |
| Totaal | Totaal         | 0                                          |

| #      | Naam           | Weggestuurd |
| ------ | -------------- | ----------- |
| –      | Geen speelster | 0           |
| Totaal | Totaal         | 0           |

## Voetnoten
ADO Den Haag · 
Ajax · 
VV Alkmaar · 
Excelsior · 
Feyenoord · 
sc Heerenveen · 
PEC Zwolle · 
PSV · 
FC Twente